# Oreophoetes topoense
Oreophoetes topoense är en insektsart som beskrevs av Conle, Hennemann, Käch och Kneubühler 2009. Oreophoetes topoense ingår i släktet Oreophoetes och familjen Diapheromeridae. Inga underarter finns listade i Catalogue of Life.